# Niederhollabrunn
Niederhollabrunn è un comune austriaco di 1 528 abitanti nel distretto di Korneuburg, in Bassa Austria; ha lo status di comune mercato (Marktgemeinde).

## Geografia
Le comuni catastali sono Bruderndorf, Haselbach, Niederfellabrunn, Niederhollabrunn e Streitdorf.